# Kirkel
Kirkel − miejscowość i gmina w zachodnich Niemczech, w kraju związkowym Saara, w powiecie Saarpfalz.